# Lettre des Six
 (juillet 2023).
 (juillet 2023).
La mise en forme du texte ne suit pas les recommandations de Wikipédia : il faut le « wikifier ».
Les points d'amélioration suivants sont les cas les plus fréquents. Le détail des points à revoir est peut-être précisé sur la page de discussion.
- Les titres sont pré-formatés par le logiciel. Ils ne sont ni en capitales, ni en gras.
- Le texte ne doit pas être écrit en capitales (les noms de famille non plus), ni en gras, ni en italique, ni en « petit »…
- Le gras n'est utilisé que pour surligner le titre de l'article dans l'introduction, une seule fois.
- L'italique est rarement utilisé : mots en langue étrangère, titres d'œuvres, noms de bateaux, etc.
- Les citations ne sont pas en italique mais en corps de texte normal. Elles sont entourées par des guillemets français : « et ».
- Les listes à puces sont à éviter, des paragraphes rédigés étant largement préférés. Les tableaux sont à réserver à la présentation de données structurées (résultats, etc.).
- Les appels de note de bas de page (petits chiffres en exposant, introduits par l'outil «  Source ») sont à placer entre la fin de phrase et le point final[comme ça].
- Les liens internes (vers d'autres articles de Wikipédia) sont à choisir avec parcimonie. Créez des liens vers des articles approfondissant le sujet. Les termes génériques sans rapport avec le sujet sont à éviter, ainsi que les répétitions de liens vers un même terme.
- Les liens externes sont à placer uniquement dans une section « Liens externes », à la fin de l'article. Ces liens sont à choisir avec parcimonie suivant les règles définies. Si un lien sert de source à l'article, son insertion dans le texte est à faire par les notes de bas de page.
- La présentation des références doit suivre les conventions bibliographiques. Il est recommandé d'utiliser les modèles {{Ouvrage}}, {{Chapitre}}, {{Article}}, {{Lien web}} et/ou {{Bibliographie}}. Le mode d'édition visuel peut mettre en forme automatiquement les références.
- Insérer une infobox (cadre d'informations à droite) n'est pas obligatoire pour parachever la mise en page.

Pour une aide détaillée, merci de consulter Aide:Wikification.
Si vous pensez que ces points ont été résolus, vous pouvez retirer ce bandeau et améliorer la mise en forme d'un autre article.
La Lettre des Six est un document écrit par l'ancien haut dignitaire communiste Gheorghe Apostol et signé par cinq autres anciens dirigeants du Parti communiste roumain : Alexandru Bârlădeanu, Corneliu Mănescu, Grigore Răceanu, Constantin Pârvulescu et Silviu Brucan. Elle est publiée par les stations de radio BBC et Radio Free Europe/Radio Liberty le 11 mars 1989.
La lettre ne dénonce pas le système communiste et ne remet pas en cause le statut de parti unique du PCR, mais critique sévèrement la politique menée par le président Nicolae Ceaușescu.
Les signataires de la lettre sont rapidement arrêtés, interrogés et placés en résidence surveillée à domicile.
Émanant d'anciens dirigeants de la dictature, cette lettre n'a pas eu de soutien dans la population, mais a contribué à fragiliser la gouvernance très autoritaire des époux Ceaușescu à un moment où en URSS, Mikhaïl Gorbatchev (qui s'est rendu en Roumanie en 1986) tentait de mettre en place une nouvelle version d'un socialisme à visage humain, par le biais de la perestroïka (« restructuration ») et de la glasnost (« transparence »).

## Contenu de la lettre
Les pétitionnaires se déclarent fidèles aux idées communistes pour lesquelles ils ont milité toute leur vie, puis expriment leur crainte de « risquer leur liberté voire leur vie » par leur geste. Dans la lettre, Ceaușescu est accusé, tour à tour, de ne pas respecter la Conférence sur la sécurité et la coopération en Europe et la Constitution ; de la destruction des centres historiques anciens et des villages (« systématisation du territoire ») ; de l'interdiction des contacts avec des étrangers sans aucun fondement légal ; de la construction à Bucarest d'un « Centre civique » surdimensionné sans le budget afférent ; de détourner la Securitate de son rôle de « défenseur de l'ordre socialiste contre les classes exploiteuses » pour en faire un « instrument d'intimidation des membres du parti et des intellectuels honnêtes ». Les pétitionnaires sont également préoccupés par la généralisation du travail forcé, la violation de la correspondance et l'échec de la politique de planification. D'autres motifs de leur mécontentement sont la politique agraire, qui a conduit à la famine de la population, l'émigration massive des minorités de Roumanie, la chute du prestige international du pays (démontrée par la fermeture des ambassades de Bucarest par le Danemark et le Portugal), le retrait de la clause de la nation la plus favorisée par les États-Unis et le blocage des relations économiques avec le Marché intérieur. Pour toutes ces raisons, les pétitionnaires demandent : 1) l'abandon de la « systématisation du territoire » ; 2) le rétablissement des garanties constitutionnelles concernant les droits des citoyens ; 3) l'interdiction d'exporter des denrées alimentaires.

## Répression des signataires
Lors de la réunion du Comité Politique Exécutif du Comité Central du Parti Communiste Roumain le 13 mars 1989, cette protestation a été inscrite à l'ordre du jour. Comme d'habitude, aucun débat n'eut lieu et seul Nicolae Ceaușescu prit la parole, servilement approuvé et applaudi par l'assistance. La réunion décida de durcir encore les conditions dans lesquelles les citoyens roumains étaient autorisés à avoir des contacts avec des étrangers, et qualifia les signataires de « traîtres à la patrie socialiste ».
Parmi les signataires, Silviu Brucan, ambassadeur de la Roumanie à l'ONU, s'était rendu en novembre 1988 aux États-Unis et à Moscou où il avait rencontré Mikhaïl Gorbatchev. Revenu après à Bucarest en mars 1989, il tenta vainement d'infléchir l'intransigeance de Ceaușescu, puis signa la Lettre des Six, et fut assigné à résidence. Brucan accusa Gheorghe Apostol d'avoir cédé aux pressions de Ceaușescu et trahi les cinq autres cosignataires.
Gheorghe Apostol a également été placé en résidence surveillée. Dans une interview accordée à l'Agence Rompres en mai 2003 il affirma : « Ceaușescu a été informé et a convoqué un groupe de camarades du secrétariat du parti pour m'interroger et me faire renier ce que j'avais écrit dans la lettre. J'ai été bourré de coups de mai à décembre 1989. Ma femme et ma fille ont également été convoquées pour me convaincre d'abandonner le contenu de la lettre. J'ai été exclu du parti et remis à la Securitate. Après j'étais en résidence surveillée, je n'avais pas le droit de parler à personne ni de recevoir des visites, le téléphone était bloqué. Ils venaient me chercher le matin vers 8-9 heures du soir et je restais à la prison de Rahova jusqu'à minuit ».

## Sort des signataires après le 22 décembre 1989
Le 22 décembre 1989, les auteurs de la « Lettre des six » ont été libérés et ont connu des carrières différentes. Silviu Brucan, dès le 22 décembre, est apparu à la télévision, a fait une déclaration condamnant Ceaușescu et a été intégré par Ion Iliescu dans le Conseil du Front de salut national (CFSN), nouvel organe dirigeant du pays. En 1998, Apostol, écarté de celui-ci, a publié des mémoires intitulés Gheorghiu-Dej et moi. 
Alexandru Bârlădeanu a participé à l'élaboration du communiqué du CFSN adressé au pays et est devenu président du Sénat de Roumanie. Corneliu Mănescu a également été membre du CFSN et a été élu président de la Commission des affaires étrangères du Sénat de Roumanie. Constantin Pârvulescu est apparu à la télévision, où il a partagé ses souvenirs de la « Lettre des six » et de ses divergences avec Ceaușescu.